# Dicranota polymeroides
Dicranota polymeroides är en tvåvingeart som först beskrevs av Alexander 1914.  Dicranota polymeroides ingår i släktet Dicranota och familjen hårögonharkrankar. Inga underarter finns listade i Catalogue of Life.